# 반핵 운동

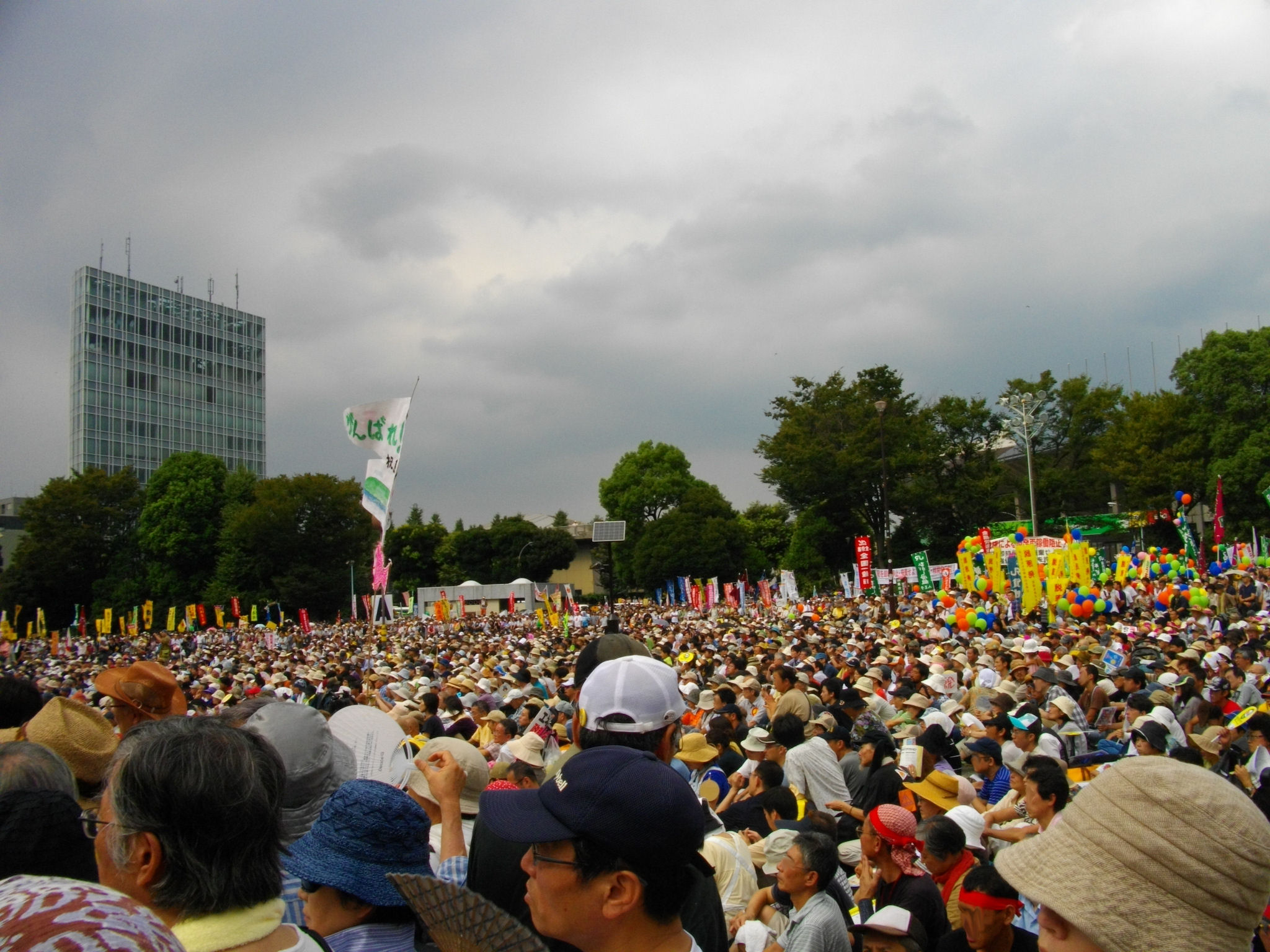
일본 도쿄에서의 반핵 운동 (2011년 9월 19일)

반핵 운동(反核 運動, 영어: anti-nuclear movement) 또는 탈핵 운동(脫核運動)은 핵 에너지의 사용에 반대하는 사회 운동을 의미한다. 이것은 다음과 같이 매우 다양한 의미를 가질 수 있다.
- 핵무기와 열화 우라늄을 이용한 무기에 반대하는 것.
- 핵 에너지를 이용해 전기와 동력을 생산하는 행위에 반대하는 것.
- 방사성 동위원소와 식품 조사 등을 이용하는 행위에 반대하는 것.

많은 반핵 운동가들은 핵 에너지란 본질적으로 위험한 것이기 때문에 그것을 이용한 발전에 반대하는 활동을 벌이고 있다. 무엇보다도 핵 사고로 인한 위험성은 매우 크고 감당할 수 없는 것이며 핵 폐기물을 안전하게 폐기 처분할 수 없기 때문이다. 많은 반핵 운동가들은 또한 우라늄 채광과 핵재 처리에 대해서도 우려를 표한다.
반핵 운동은 핵무기 철폐와 안전성, 현실 가능한 재생 에너지로의 전환에 관심이 많은 생태 운동이다. 반핵 운동의 반대가 되는 운동은 핵추진 운동으로 이들은 핵에너지의 위험성은 적으며 수용할 수 있다고 생각한다. 또한 이들은 재생 에너지에 비해 핵발전이 현실 가능한 에너지원이라고 바라본다.
"반핵"라고 이상, 핵 무기 (원자 무기)에 반대는 물론, 핵 발전 (원자력 발전), 원자력 잠수함, 원자력 로보트 (철완 아톰) 등 핵반응에서 움직이는 물체의 전반이 포함된다. 대략적으로 나누면, 핵무기와 핵 잠수함 등 "핵의 군사 이용"에 반대 운동과 핵 발전이나 원자력 로보트 등 "핵의 상업 이용"에 반대 운동으로 나뉜다.
반핵 운동을 달아 도화선으로는 히로시마 · 나가사키 · 야이즈 (제5후쿠류마루)가 참여했다 "핵폭탄 공격"과 체르노빌 원자력 발전소 사고 · 도카이 촌 방사능 누출 사고 · 후쿠시마 제1원자력 발전소 사고 등의 "핵 시설 사고"의 2종류가 있으며, 특히 핵 시설 사고로 활발하게 되는 예가 많다. 2012년 기준으로, 세계의 반핵 운동은 "후쿠시마"가 창화하는 예가 많아지고있다.

## 한국의 반핵 운동
한국에서의 핵발전 반대운동은 지역 차원에서 일어났다. 거기에 환경 단체들이 참여하며 꾸준한 캠페인을 벌여나가며 원전 추가 건설에 대한 반대 의견을 강력히 주장했다. 최근 반핵 여론의 영향으로 시민과 환경 단체가 힘을 합쳐 원전 추가 건설 허가를 취소를 요구하는 소송을 하는 등의 시위를 하고 있다.

## 서유럽의 반핵 운동
1981년 4월 브뤼셀 NATO 본부 앞에서 시작된 IPB 주도의 반핵·평화운동은 소련의 SS20에 대항히기 위해 NATO 가 미국의 최신예 INF와 GLCM의 유럽 배치를 결정한 데서 발단된 사태였으나 그 동기와 근원은 뿌리 깊은 것이었다. 전후의 무장평화 상태는 평시에도 국민의 경제적 부담을 가중시켰을 뿐만 아니라 항시 전쟁의 위협을 내포하고 있었다. 그러나 반전·반핵평화운동은 시대상황 논리에 눌려 대중적 지지를 획득하지 못하고 일부 학자·단체들에 의해 유지되어 왔으며, 반독재·인권운동은 국내적인 차원에 그쳤을 뿐 국제적으로는 고도의 정치성을 띠어 그 의미가 퇴색되었다(이는 국제사면위원회의 활동을 보면 알 수 있다). 이러한 상황에서 시작된 서유럽의 반핵운동은, 위정자들이 주장하는 핵의 전쟁억지론·균형론의 허구를 폭로해 대중의 위기의식을 고조시킴으로써 대중운동의 차원으로 확대되었으며, 군사비 증대에 따른 국민경제부담 해소, 핵군비 철폐, 군비축소협상 활성화 등 구체적인 결과를 얻었다. 특히 서독을 중심으로 하여 서유럽 전역에 확산된 반핵·평화운동에 대해 미국과 서유럽 각국 정부는 이를 그릇된 것이라고 비난했다. 결국 NATO는 미국의 최신예 INF 배치를 강행했고, 반핵·평화운동은 1983년 이후 다시 간헐적인 양상으로 축소되었다. 동시에 반전·반핵평화운동은 제도권 내로 침투되어 서독의 녹색당과 같은 정치적 결사가 태동하고, 야당에서도 이를 받아들여 군축협상이나 미·소관계 현안에서 집권여당과 긴장을 빚고 있다. 제도권 밖에서의 평화운동도 더욱 가시화되어 그린피스와 같은 행동적인 반핵단체가 등장, 보수주의 경향이 짙은 집권정치세력들은 그리 달가워하지 않는 태도를 보이고 있다. 1980년대 후반 이후 미·소간 INF 폐기협정체결, 독일국가통합, 동유럽 공산당정부 붕괴 등 일련의 평화분위기가 한껏 고조되어 평화운동은 대중적 관심 밖에 놓인 듯하다. 그러나 전기한 바와 같이 평화주의가 지향하는 궁극적 목표는 아직도 요원하다.

## 반핵 운동의 바탕
한국은 세계에서 다섯번째로 많은 원전 발전소를 가지고 있고 땅 면적 당 원전 밀집도는 세계 1위이다. 총 24개의 원자로를 가동 중이며, 전체 원자력 발전소 단지 반경 30km 이내에 9개의 광역자치단체와 28개의 기초자치단체가 밀집되어 있다.
한국의 원전은 총 4개의 부지인 고리, 월성, 한울, 한빛에 집중 되어있다. 한국을 제외한 세계의 평균 단지 당 원전 개수는 2.4개 정도이지만 한국은 부지 당 6개 이상의 원전이 밀집해 있는 초대형 원전단지이다. 또한 고리원전의 경우 반경 30km 내에 부산, 울산, 양산 시민 총 380만명이 산다. 부산항(32km), 울산 현대중공업 조선소(26km), 현대자동차 울산 공장(25km), 울산 석유화학단지(18km), 해운대(21km) 등, 한국 경제의 각종 핵심 시설들이 위치해 있어 원전 사고의 위험이 더 크다.

## 같이 보기
- 스마일링 선
- 반핵 운동의 역사(영어판)
- 핵없는 미래 어워드(영어판)
- 대한민국에서의 반핵 운동(영어판)
- 핵이슈와 관련된 도서 리스트(영어판)
- 핵이슈와 관련된 영화 리스트(영어판)
- 대중문화에서의 핵무기(영어판)
- 비핵지대
- 쿨 워크(쿨비즈)
- 녹색당 (대한민국)
- 그린피스
- 핵확산방지조약